# Bolgárkerék-emlékmű
A Bolgárkerék-emlékmű Halásztelken a Szent Erzsébet téren áll. A tér 2007-ben került államiból önkormányzati tulajdonba. Korábban buszfordulóként funkcionált, amelynek közepén került felállításra 2007. szeptember 29-én az Európában egyedülálló bolgárkerék. 
A ljaszkoveci (Bulgária) Kertészeti Múzeumban található, meglehetősen romos állapotú eredeti kerék mintájára, fotó alapján készítette el Reich László és fia, helyi asztalosmesterek. Az öntözőkerék működőképes, és méltó emléket állít az első bolgár betelepülőknek, akik a 20. század elején letették a település alapjait. 
Halásztelken nagyon sok bolgárkertész élt, az 1950-es években több volt itt a bolgár, mint a magyar. A bolgárkerék segítségével sok zöldséget tudtak termelni, mert ahol öntöznek, ott termés is van. A bolgárokat nagy elismerés övezte a helyi lakosság körében. Ma mintegy 45 bolgár család él Halásztelken, egy részük vegyes házasságban. A település névtábláján bolgárul is ki van írva a város neve – egyedül itt Magyarországon.